# Федеральное агентство по строительству и жилищно-коммунальному хозяйству
Федеральное агентство по строительству и жилищно-коммунальному хозяйству (Госстрой) — федеральный орган исполнительной власти Российской Федерации, осуществлявший следующие функции:
- управление государственным имуществом в сфере строительства, градостроительства, промышленности строительных материалов и жилищно-коммунального хозяйства;
- выработка и реализация государственной политики и нормативно-правовое регулирование в сфере строительства, архитектуры, градостроительства, жилищно-коммунального хозяйства, теплоснабжения, в сфере обеспечения энергетической эффективности зданий, строений, и сооружений, а также в сфере повышения энергетической эффективности экономики субъектов Российской Федерации и муниципальных образований.

В ведение Госстроя не входили государственный технический учёт и инвентаризация объектов капитального строительства; техническое регулирование производства и передачи тепловой энергии в режиме комбинированной выработки/передачи электрической и тепловой энергии.
Указом Президента Российской Федерации от 1 ноября 2013 года федеральное агентство по строительству и ЖКХ преобразовано в Министерство строительства и жилищно-коммунального хозяйства Российской Федерации.

## Предшествующие органы
| 2008—2012 | Департамент архитектуры, строительства и градостроительной политики, Департамент жилищной политики, Департамент жилищно-коммунального хозяйства Министерства регионального развития Российской Федерации |
| 2004—2008 | Федеральное агентство по строительству и жилищно-коммунальному хозяйству (Росстрой) |
| 1999—2004 | Государственный комитет Российской Федерации по строительству и жилищно-коммунальному комплексу (Госстрой России)                                                                                        |
| 1998—1999 | Государственный комитет Российской Федерации по строительной, архитектурной и жилищной политике |
| 1998—1998 | Министерство Российской Федерации по земельной политике, строительству и жилищно-коммунальному хозяйству                                                                                                 |
| 1997—1998 | Государственный комитет Российской Федерации по жилищной и строительной политике |
| 1994—1997 | Министерство строительства Российской Федерации (Минстрой России) |
| 1992—1994 | Государственный комитет Российской Федерации по вопросам архитектуры и строительства (Госстрой России)                                                                                                   |
| 1991—1992 | Министерство архитектуры, строительства и жилищно-коммунального хозяйства Российской Федерации |
| 1959—1991 | Государственный комитет РСФСР по архитектуре и строительству (Госстрой РСФСР) |
| 1991—1991 | Государственный комитет РСФСР по жилищно-коммунальному хозяйству (Госжилкомхоз РСФСР) |

## Руководители агентства
- Басин, Ефим Владимирович (1990—1999)
- Шамузафаров, Анвар Шамухамедович (1999—2002)
- Кошман, Николай Павлович (октябрь 2002—2004)
- Аверченко, Владимир Александрович (23 марта 2004 — 14 июля 2005)
- Круглик, Сергей Иванович (июль 2005 — октябрь 2007)
- Коган, Владимир Игоревич (11 июля — 25 декабря 2012)
- Токарев, Владимир Александрович (6 апреля — 1 ноября 2013)

## Ведомственные награды

### Нагрудный знак «Почётный строитель России»
Награждаются лица, внесшие значительный вклад в развитие строительной отрасли и имеющие стаж работы в строительной отрасли не менее 15 лет. Независимо от стажа работы награждаются за мужество и высокое профессиональное мастерство, проявленные при спасении людей, строительной техники, объектов в чрезвычайных ситуациях и ликвидации их последствий.
Нагрудный знак «Почётный строитель России» изготавливается из сплава олова, меди и алюминия и представляет собой прямоугольную форму с овальным очертанием внизу. С левой стороны знака снизу вверх идет лавровая ветка, с правой стороны снизу вверх лента. По центру знака рельефная надпись сверху вниз: «Почетный строитель России». С правой стороны знака снизу вверх рельефно изображен башенный кран и три строящихся корпуса жилых домов. Знак при помощи ушка и кольца соединяется с прямоугольной колодкой, обтянутой шелковой муаровой лентой синего цвета.
Впервые учрежден приказом Государственного комитета Российской Федерации по жилищной и строительной политике от 31 июня 1997 года № 17-50. Затем, после упразднения Госкомитета, награда была повторно учреждена Приказом № 27 Федерального агентства по строительству и жилищно-коммунальному хозяйству от 31 мая 2004 года и затем приказом Минрегиона России № 13 от 22 февраля 2005 г.